# ギャンベゾン

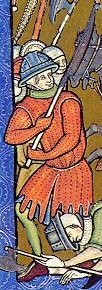
13世紀のガンベソンの描写 (マチェヨフスキ聖書10ページ)

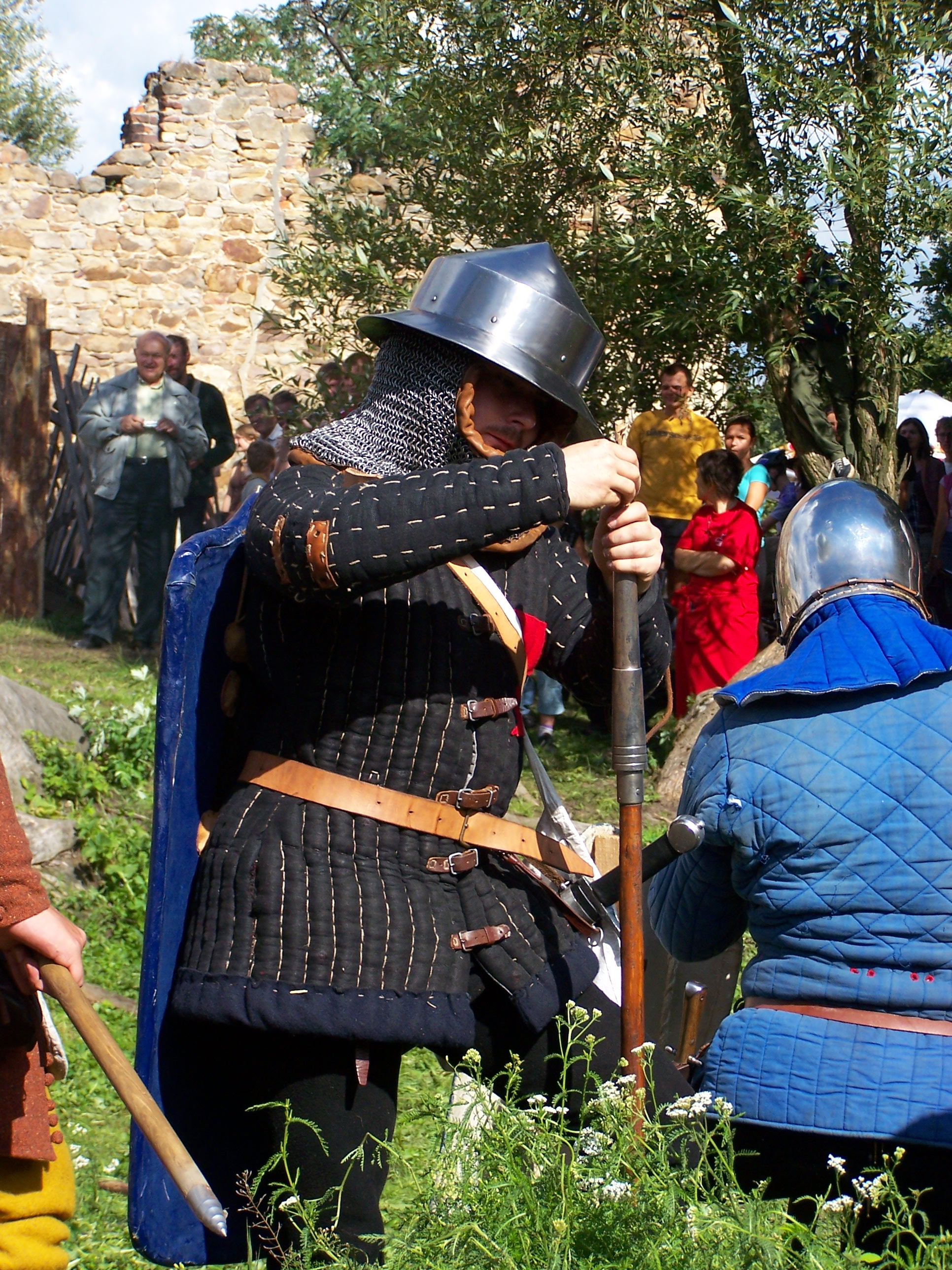
ポーランドの歴史再現

ギャンベゾン（gambeson、aketon、padded jack、arming doublet）とは、パッド入り防御ジャケットである。プレートアーマーや鎧と共に着て擦れや衝撃を吸収したり、分けて着用したりする。キルティングと呼ばれる縫製技術で製造される。素材は、通常ウールなどで作られ、詰め物には布切れや馬の毛など様々である。 14世紀の絵には、前面にボタンやレースが書かれている。
アーミングダブレット（別名アクトン）は、特に15世紀〜16世紀のヨーロッパのプレートアーマーの鎧の下に着用され、プレートを取り付けるためのアーミングポイントが付属した。15世紀の例では、プレートで覆われていない場所の保護用に、肘と脇の下にガセットが縫い付けられていた。ドイツのゴシックアーマー用アーミングダブレットは、上部の太ももまで延びていた可能性があるイタリアのホワイトアーマーダブレットより短かった。
15世紀後半のイタリアでは、アーミングダブレットに付いていたプレートを留めるアーミングポイントと呼ばれる2本ペアの結び紐が騎士道の雰囲気を与えることから、民間人のファッションに取り入れられた。

## 歴史
キルティングレザーのオープンジャケットとズボンは、紀元前4世紀以前のスキタイ騎兵によって着用されていたことが、ギリシア人の金細工職人が製作したスキタイの金の装飾品に見られる。ヨーロッパでのギャンベゾンの歴史は、少なくとも10世紀後半まで追跡することができるが、それ以前にも使用されていた可能性が考えられる。